# Rueyres (Zwitserland)
Rueyres is een gemeente en plaats in het Zwitserse kanton Vaud en maakt sinds 1 januari 2008 deel uit van het district Gros-de-Vaud. Voor 2008 maakte de gemeente deel uit van het toenmalige district Echallens.

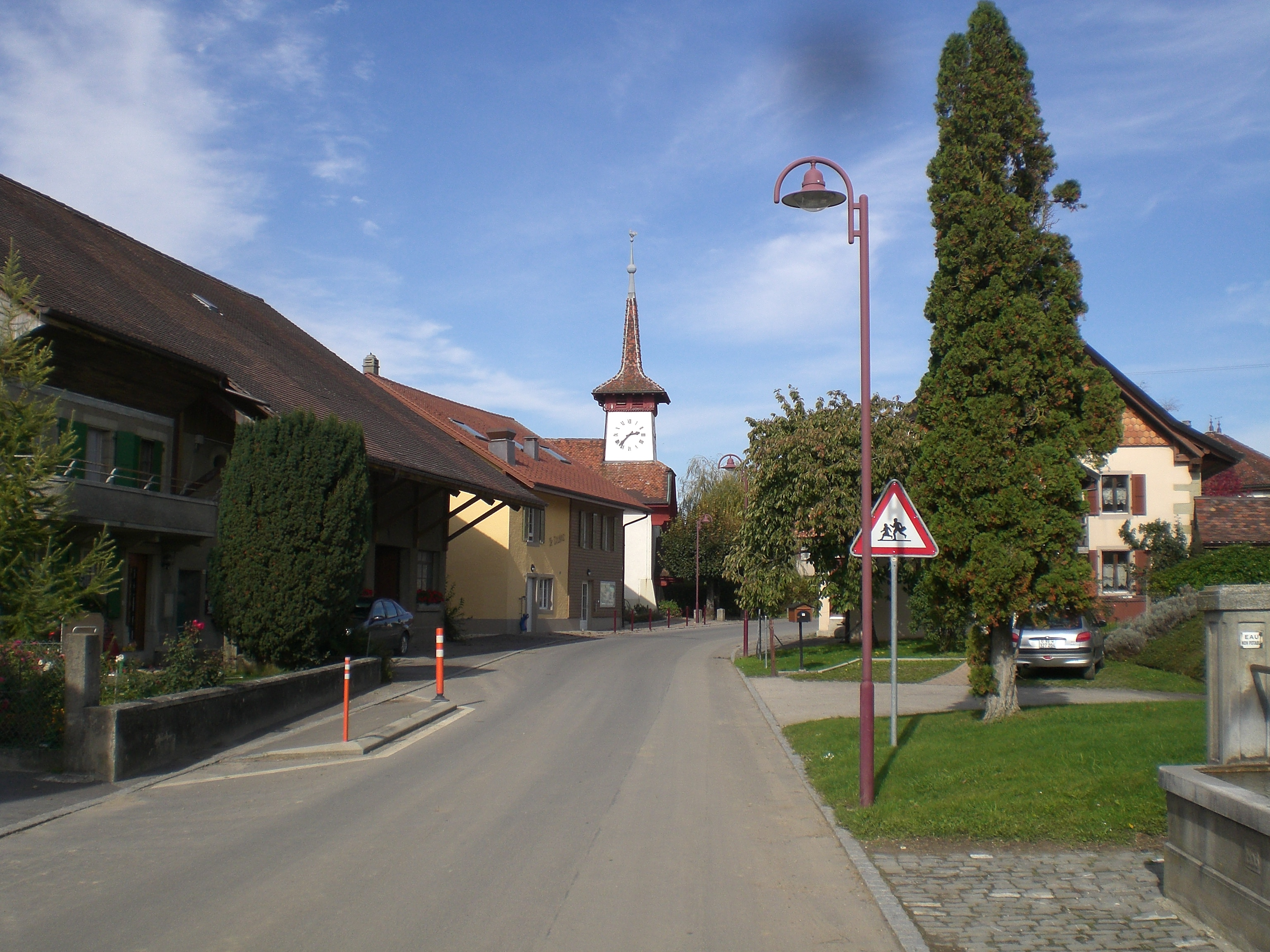
Rueyres

Rueyres telt 221 inwoners.
Assens · Bercher · Bettens · Bottens · Boulens · Bournens · Boussens · Bretigny-sur-Morrens · Cugy · Daillens · Echallens · Essertines-sur-Yverdon · Etagnières · Fey · Froideville · Goumoëns · Jorat-Menthue · Lussery-Villars · Mex · Montanaire · Montilliez · Morrens · Ogens · Oppens · Oulens-sous-Echallens · Pailly · Penthalaz · Penthaz · Penthéréaz · Poliez-Pittet · Rueyres · Saint-Barthélemy · Sullens · Villars-le-Terroir · Vuarrens · Vufflens-la-Ville
- Historisch woordenboek van Zwitserland: 002377
- Library of Congress Control Number: nr98024917
- Virtual International Authority File: 123620114